# Pheidologeton pygmaeus
Pheidologeton pygmaeus is een mierensoort uit de onderfamilie van de Myrmicinae. De wetenschappelijke naam van de soort is voor het eerst geldig gepubliceerd in 1887 door Carlo Emery. Odoardo Beccari had deze soort in Ternate verzameld.